# Première foire internationale Dada

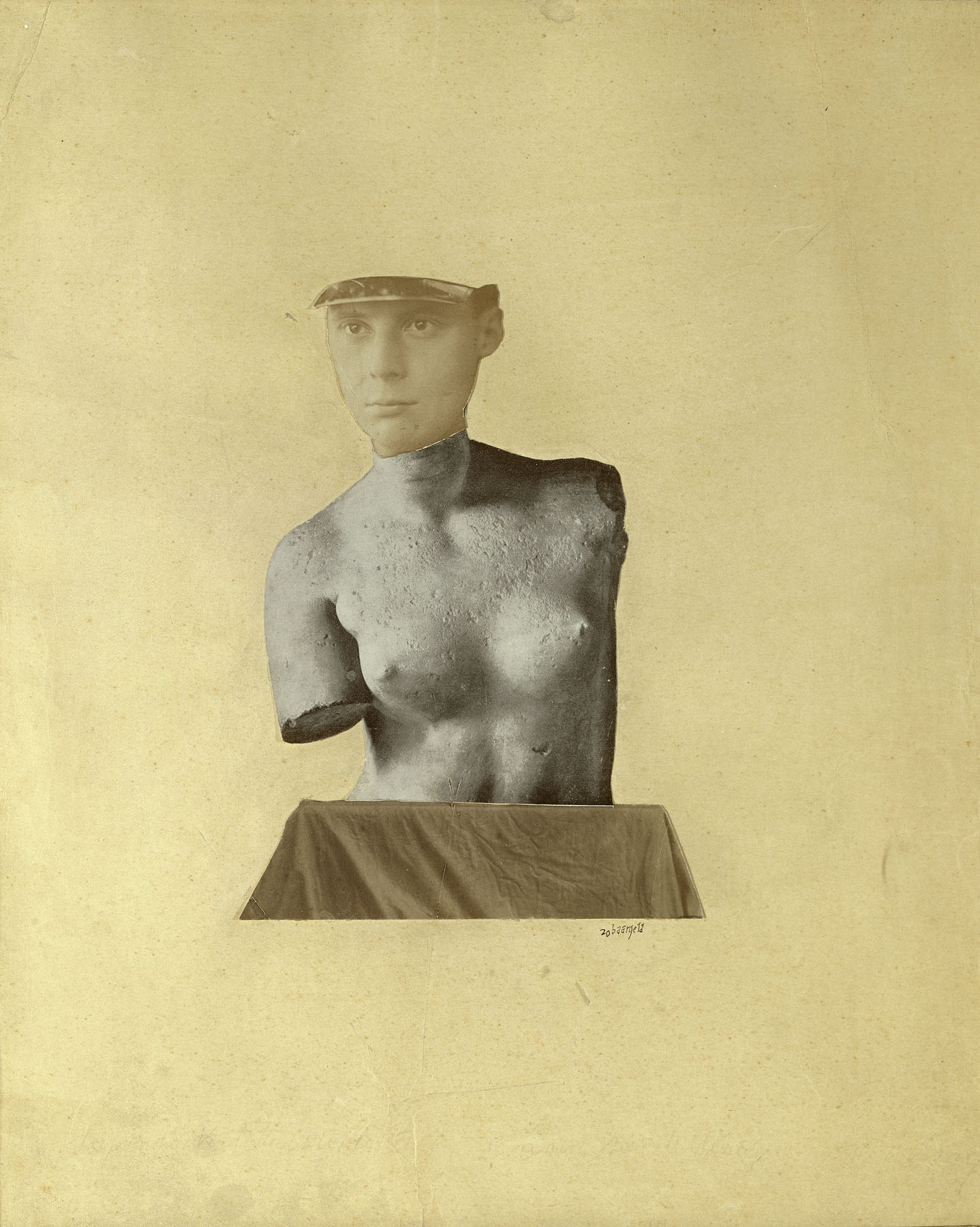
Johannes Theodor Baargeld: Typique amalgame vertical du Dada Baargeld (1920, Kunsthaus Zürich, Galerie des graphistes). Cette Vénus de Milo peu conventionnelle faisait partie de l'exposition.

La Première Internationale dadaïste est une exposition organisée entre le 30 juin et le 25 août 1920 à Berlin, à la galerie du Dr Otto Burchard située Lützowufer, 13. Cette manifestation, et l'exposition qui lui servait de vitrine, si elle a marqué une dénonciation du bon goût bourgeois, a produit aussi des chefs-d'œuvre de créativité artistique que la révolte Dada avait déchaînée, et qui ont donné son impulsion au développement ultérieur de l'art moderne. Il suffit ici de citer le Pop Art, l’art conceptuel et l’art cinétique ainsi que le surréalisme né des idées et des techniques le plus souvent improvisées des Dadaïstes, dans la mesure où les émules parisiens des Dadaïstes ont systématisé leur emploi.

## Le contexte

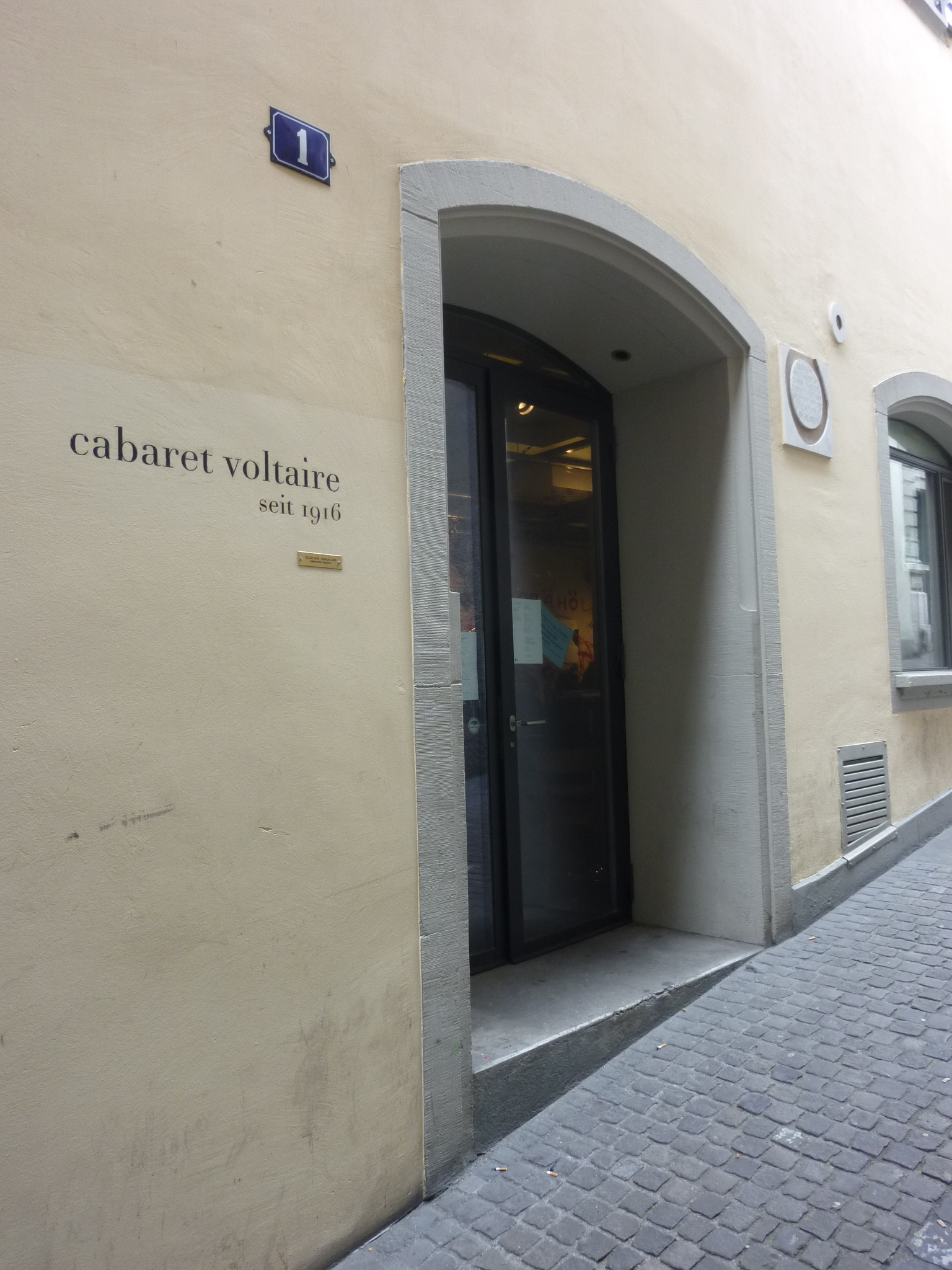
Le Cabaret Voltaire à Zürich (cliché de 2011).

Le 5 février 1916, Hugo Ball et Emmy Hennings, deux émigrés allemands qui, fuyant la Première Guerre mondiale, s'étaient réfugiés en Suisse, fondèrent à Zürich le Cabaret Voltaire, à la fois galerie artistique et scène pour des représentations. Le nom de ce cabaret était une allusion à la définition que Voltaire avait donné de la société : « ce théâtre et d’orgueil et d’erreur » dans lesquels ces premiers Dadaïstes voyaient une critique toute trouvée de l'esprit allemand du moment. C'est là que se connurent Hans Arp, Sophie Taeuber, Richard Huelsenbeck, Marcel Janco et Tristan Tzara ; cette rencontre est aujourd’hui considérée comme le moment fondateur du mouvement Dada. Le Cabaret, qui a été ouvert pendant six mois, était un mélange de salon littéraire et de cabaret ; les artistes, qui y amenaient leurs compositions ou y exécutaient leurs œuvres, y côtoyaient les jeunes poètes.
Après 1918, les premières galeries Dada, avec les premiers journaux et manifestes de ce mouvement, apparurent en France, en Allemagne et aux États-Unis. Contemporain du cercle de Zürich, un groupe d'amis s'était formé à New York, autour de Marcel Duchamp, Francis Picabia, Man Ray, etc., qui partageait l'ambition de libérer la peinture à venir de la tyrannie de la signature de l'artiste, et de « lui opposer une conception de l'Art d’où, comme avec les « objets trouvés » de Duchamp, la griffe de l'artiste est évacuée. » À Cologne, Hans Arp et Max Ernst organisaient les premiers rassemblements dadaïstes. À Berlin, Richard Huelsenbeck, qui en 1917 avait colporté le terme Dada de Zürich à Berlin, et Raoul Hausmann fondèrent en janvier 1918 le Club Dada, groupuscule informel dépourvu de règlement, de lieu de réunion, de statuts ou même de programme. Ses membres étaient les artistes George Grosz, Hannah Höch et John Heartfield, rejoints de temps en temps par Franz Jung, Walter Mehring ou Erwin Piscator. C'est dans ce milieu que Wieland Herzfelde a créé les éditions Malik, qui publiaient diverses revues dada souvent éphémères, comme Jedermann sein eigner Fussball ou Die Pleite, où paraissaient des caricatures de Grosz et des essais de Hausmann. Ce dernier y exposait, sous forme de manifestes, les grandes lignes d'un programme politico-esthétique. Il s'en prenait surtout aux Expressionnistes : « Y a-t-il une seule de vos œuvres d'art qui soit plus vivante qu'une robe de poupée ? Eh quoi, voisin, vous parlez d'Esprit dans l'Art ? Je crache sur ce point de vue là ! La poésie du fer à friser, du séchoir à cheveux et du fer à repasser est plus importante que l'inspiration de l'artiste,. »
Le dadaïsme berlinois n'avait aucune attache avec le groupe de Zürich (la situation d'après-guerre en Suisse était autrement enviable) : les Berlinois, dans leurs écrits et leurs œuvres d'art, opposaient leur vision désillusionnée de la guerre à la majorité des Expressionnistes, qui voyaient dans la Grande Guerre un châtiment divin et une ascèse de l'Homme en quête du paradis terrestre. En ce sens, le rejet de la notion de signification (Sinn) dans l'Art visait l’Expressionnisme.

## L'internationale Dada
« Le Soleil, la Lune et les étoiles sont toujours là, bien que nous ne les priions plus. S'il y a un art immortel, il ne peut disparaître avec le culte de l'art »

— Wieland Herzfelde, catalogue de la Foire dadaïste
Raoul Hausmann et Hannah Höch
 Lien externe
- Photo devant un stand de l'exposition

Après quelques tournées Dada à Dresde, Leipzig, Prague, Karlsbad, Hambourg et Teplitz-Schönau au printemps 1920, on organisa la foire dadaïste, première expression publique du Dada berlinois. Les commissaires de l'exposition étaient le « maréchal » George Grosz, Raoul Hausmann (alias Dadasophe) et John Heartfield (alias Monteurdada). Les dadaïstes n'avaient pas de programme bien défini : ils s’entendaient essentiellement sur la nécessité de mettre en place un anti-art actionniste, destiné à abattre la culture bourgeoise. L'exposition, qui fédérait les tendances « actionnistes » dans un espace polyvalent, devait être la vitrine du Dada à Berlin. Par là, les Dadaïstes déclaraient la guerre aux artistes établis. Par une synthèse ironique des arts premiers, d'objets du quotidien et de la technique moderne, ils s'efforçaient d'exprimer la vanité de la logique, de l'intellectualisme et de la culture bourgeoises. Leurs moyens d'expression allaient du bruitisme au photomontage, en passant par le brouhaha, l'écriture automatique et le collage de coupures de journaux, de photos et d'objets de la vie courante.
Le catalogue de l'exposition
 Lien externe
- Une page du catalogue sur une maquette de John Heartfield

Les exposants parvinrent à gagner à leur cause le galeriste Otto Burchard, directeur d'une filiale de van Diemen, et le baptisèrent fort à propos Finanzdada.
Burchard leur mit à disposition sa galerie de l'arrière-cour de l'hôtel particulier du no 13 Lützow-Ufer 52° 30′ 23″ N, 13° 21′ 24″ E. Pour la couverture de Presse, on fit appel à un photographe, chargé de mettre en scène après-coup l'inauguration de l'exposition, avec les artistes devant leurs œuvres respectives ;

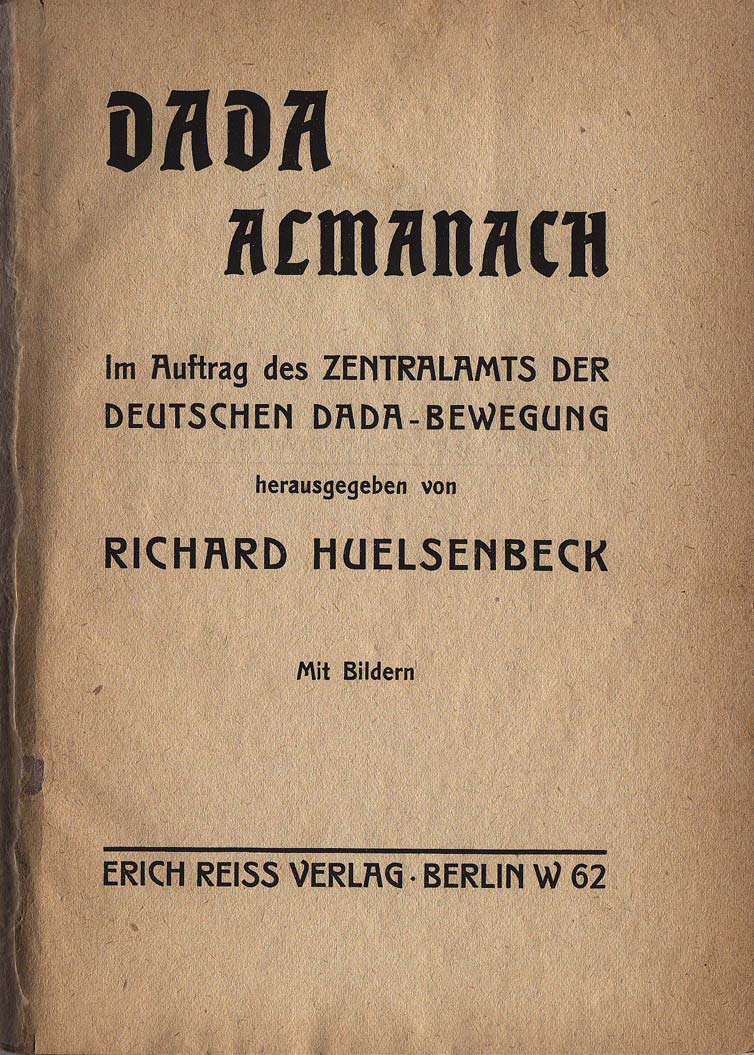

Le catalogue, un simple dépliant de quatre pages de grand format, rappelant un journal par son aspect, parut quinze jours après le vernissage de l'exposition. On y mentionnait les 174 « artefacts » dadaïstes de 27 exposants. La page de titre représentait Leben und Treiben in Universal-City, 12 Uhr 5 mittags de John Heartfield . Les pages intérieures contenaient une recension critique de Raoul Hausmann qui incendiait la manifestation, « et un détournement de deux œuvres connues de Picasso et Rousseau, signées Grosz-Heartfield mont.. » L'abréviation mont. venait ainsi se substituer au traditionnel „pinx.“ (du latin pinxit = <un tel> l’a peint) et n'exprime pas seulement que ces détournements étaient un produit de la technique du collage : elle fait allusion au déguisement de son auteur, « Monteurdada », qui se montrait toujours en bleu de travail, puisqu'il se considérait davantage comme un technicien que comme un artiste. Un peu plus tard, Bertolt Brecht se présentera comme ingénieur en comparant la structure d'une pièce de théâtre à celle d'une auto
L'union intime entre Art et Technique traduisait le refus de l'Art en tant que création géniale. Remplacer l'âme par la mécanique, le coup de pinceau personnel par du matériel indifférent : telle était l'intention des Dadaïstes. Sur une grande affiche, proclamant L’Art est mort. Vive l’art mécanique de Tatline, Grosz et Heartfield s'étaient fait photographier devant l'artefact Heartfield en conservateur sauvage, un mannequin arrangé,. La tête du mannequin était remplacée par une ampoule électrique, une mâchoire était coincée entre les jambes, sur son ventre était inscrit le numéro « 27 » et sur la poitrine il arborait, outre des couverts de cuisine rouillés, l’Ordre de l'Aigle noir. Le bourgeois Heartfield, comme on l'appelait, « …n'est pas un être de raison, mais un être manipulable. On peut allumer et éteindre son cerveau à volonté ». Le bras gauche était remplacé par un interrupteur à cordon, et le bras droit par un revolver.

### Les artistes

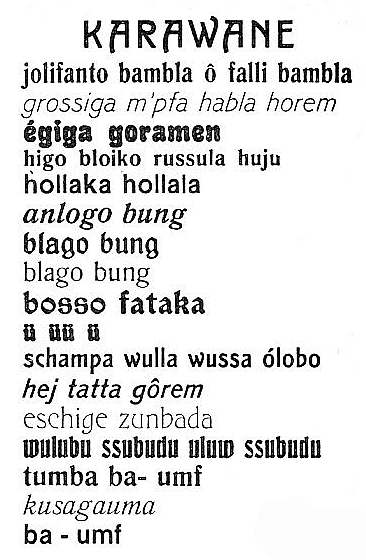
Karawane (1917) de Hugo Ball

À cette manifestation, non seulement on pouvait voir les productions des dadaïstes de la première heure, comme les promoteurs du mouvement Johannes Baader et Hannah Höch, mais aussi celles de Hans Arp, de Max Ernst (alias Dadamax), de Johannes Theodor Baargeld (alias Zentrodada), d'Aloïs Erbach, de Rudolf Schlichter, de Georg Scholz, de Fritz Stuckenberg, de Hans Heinz Stuckenschmidt et d’Otto Dix. De même que Francis Picabia, qui présentait des tableaux ainsi que son journal 391, dont le titre était une allusion voulue à la revue de la Galerie 291, Richard Huelsenbeck faisait la promotion de son roman dada « L'Allemagne doit s'effondrer » (Deutschland muß untergehen). Walter Serner présentant un portrait photographique, et le poème de Hugo Ball Karawane était imprimé sur une planche de démonstration du Dadaco, un projet d'atlas Dada qui ne vit jamais le jour ; seul Kurt Schwitters, en qui Huelsenbeck dénonçait un « fou romantico-bourgeois », fut tenu à l'écart, ; Man Ray, Marcel Duchamp et Tristan Tzara n'y présentèrent aucune œuvre.
L'audience internationale de l'exposition, voulue par les organisateurs, était représentée par l'Américain Ben Hecht, ami de Grosz et correspondant de guerre du Chicago Daily News, donc un représentant du Nouveau Monde. Il y avait aussi les familles des exposants, comme Max Schlichter, un frère de Rudolf Schlichter qui tenait le restaurant à la mode „Willys“ sur le Kurfürstendamm, ou Maud Grosz, la femme de George Grosz, ou le critique musical Hans Heinz Stuckenschmidt. Le groupe des Jeunes Dada était représenté par Hans Citroen, le frère de Paul Citroen, alors âgé de 14 ans, qui présenta quatre artefacts.

### Les salles d'exposition et les œuvres
« À bas l'Art – Dilettantes, levez-vous contre l'Art ! »

— Affiche de l’exposition

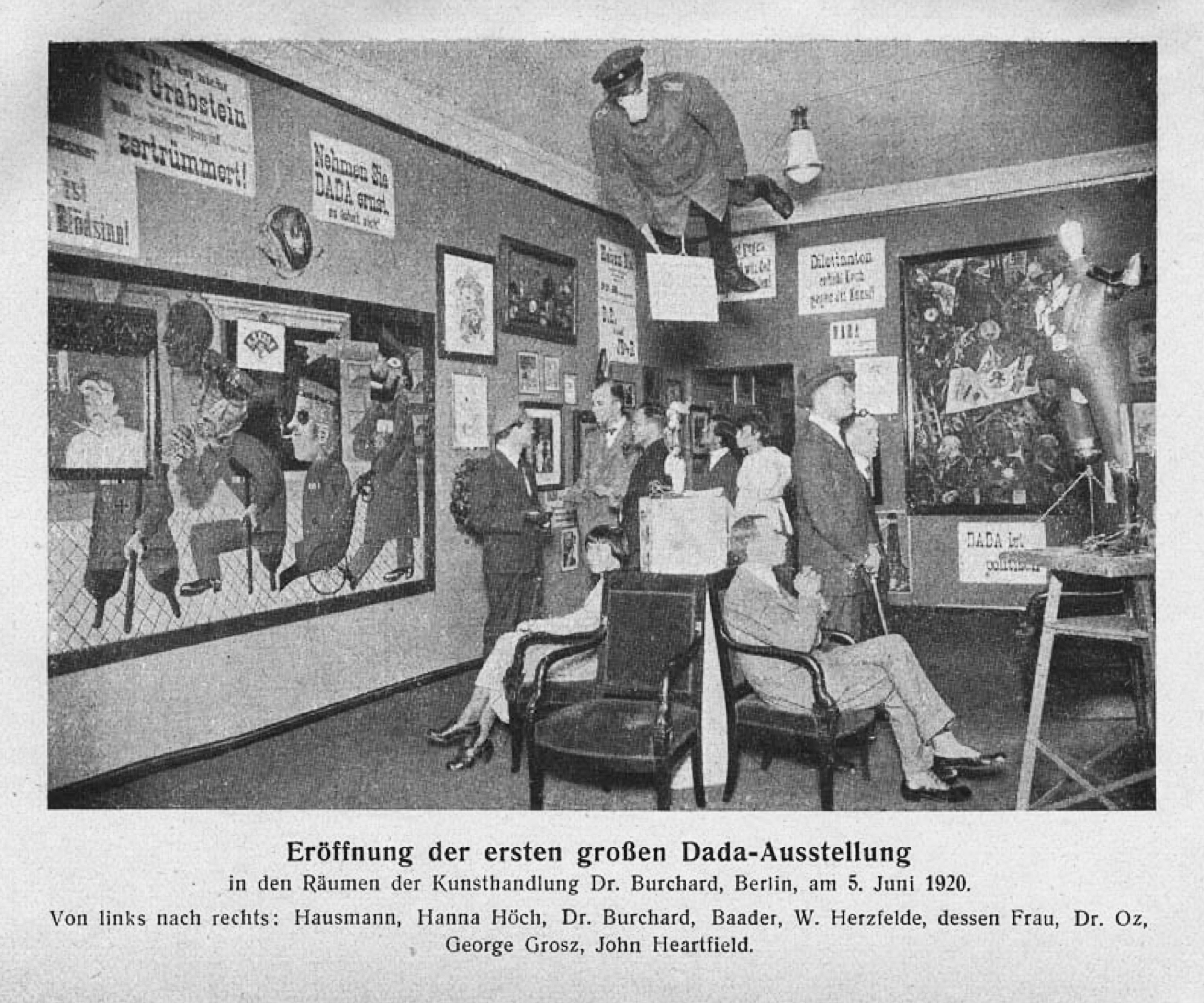
Inauguration de la foire Dada. L’Archange prussien est accroché au plafond. De gauche droite : Raoul Hausmann, Hannah Höch (assise), Otto Burchard, Johannes Baader, Wieland Herzfelde, Margarete Herzfelde, le « Dr Oz » (Otto Schmalhausen), George Grosz et John Heartfield.

L'exposition occupait deux pièces. Dans la plus vaste, il y avait sur un côté des portraits photo de grande taille, par lesquels les trois organisateurs se présentaient comme agitateurs Dada. Des affiches exprimaient leur point de vue, comme : Prenez DADA au sérieux, ça vaut la peine, Dada est GROSS et John Heartfield est son prophète, L'Art est mort. Entre ces affiches, étaient accrochés des tableaux, des épreuves, des collages, des pages de livre, des aquarelles et des dessins, des revues dadaïstes et des projets d'affiches publicitaires, où l'on ne pouvait distinguer l'original de la copie. Des plinthes au plafond, les murs étaient couverts d'images qui se recouvraient les unes les autres partiellement. Au centre du plafond, on avait accroché  L'archange prussien (statue de plafond) de Heartfield et Schlichter : c'était un uniforme d'officier rembourré d'étoupe avec un couteau accroché à une manche et un masque de tête de cochon à la place du visage ; au ventre de ce pantin était accroché un écriteau avec la sentence : « Du haut des cieux je descends ici-bas » (Vom Himmel hoch da komm’ ich her).
Œuvres exposées
 Lien externe
George Grosz
- Deutschland ein Wintermärchen, 1918 (verschollen)

Otto Dix
- Foto: 45% erwerbsfähig 1920 (zerstört)

Johannes Baader
- Foto: Das große Plasto-Dio-Dada-Drama

Hannah Höch
- Da-Dandy 1919
- Schnitt mit dem Küchenmesser. Dada durch die letzte Weimarer Bierbauchkulturepoche Deutschlands 1919

Max Ernst
- Erectio sine qua non 1919

Deux tableaux peints à l'huile, qui tournaient en dérision le conformisme et le militarisme allemands, dominaient la grande salle. Le premier était « Allemagne, un conte d'hiver » (Deutschland ein Wintermärchen) peint entre 1917 et 1919 par George Grosz ; ce tableau a disparu. Il représentait un bourgeois ventru agrippant couteau et fourchette, au milieu d'une lutte entre  la Mort, la Prostitution et la Corruption. Les trois piliers de la société : Église, Armée et École, « que Grosz dépeint évidemment comme perverties, donnent […] son sens au tableau. » L'autre tableau était accroché au mur d'en-face : c'était une œuvre d'Otto Dix intitulée « Bon à 45% pour le service » (45% erwerbsfähig). Elle représentait « des mutilés de guerre comme on en croisait tous les jours, et leur sous-officier arborant fièrement sa Croix de Fer. » Ce tableau a été détruit dans les années 1920. George Grosz présente également Souviens-toi de l'oncle August, l'inventeur malchanceux.
Dans la grande halle, Johannes Baader présentait des artefacts (les Dadaïstes ne voulaient pas entendre parler d’œuvre d'art) intitulés « Préparatifs du Grand-Dada lors de son évasion de l'asile, le 17 septembre 1899 (relique Dada historique) », HADO = Handbuch des Oberdadaismus, « Projet d'un paradis animal pour le Jardin d'acclimatation de Paris. » Dans la petite salle attenante, se dressait au centre une pyramide de textes, Das große Plasto-Dio-Dada-Drama avec pour sous-titre Grandeur et Décadence de l'Allemagne, par le Pr. Hagendorf, ou la biographie fantastique du Grand-Dada, pièce à cinq étages :
1. Préparatifs du Grand-Dada;
2. La preuve metaphysique;
3. La consécration;
4. La guerre mondiale;
5. La révolution mondiale;
6. Cerise sur le gâteau : le cylindre se visse au ciel et le Pr. Hagendorf, du haut de sa chaire, annonce la résurrection de l'Allemagne. Eternel[29].

Hannah Höch présentait deux compositions picturales de 1919 : « Coupé au couteau de cuisine dans la dernière époque culturelle de l’Allemagne, celle de la grosse bedaine weimarienne » et Da-Dandy, et une Revue Dada (Dada-Rundschau) de la même année. Rudolf Schlichter montrait des « versions améliorées » de la Vénus de Milo et de l’Apollon du Belvédère ; quant à Johannes Theodor Baargeld, il proposait un Tableau pour Expressionnistes indignés. Otto Schmalhausen avait confectionné un moulage du masque mortuaire de Ludwig van Beethoven qu'il avait coiffé d'une touffe de cheveux extraordinaire, d'une épaisse moustache et d'une paire d'yeux présentant un léger strabisme, afin « de rappeler que ce compositeur acclamé était un caractère difficile, qui, sourd et mentalement dérangé […] mourut dans la solitude. » Max Ernst, l'autre représentant des Dada de Cologne avec Baargeld, présentait le collage Erectio sine qua non.

### Réactions

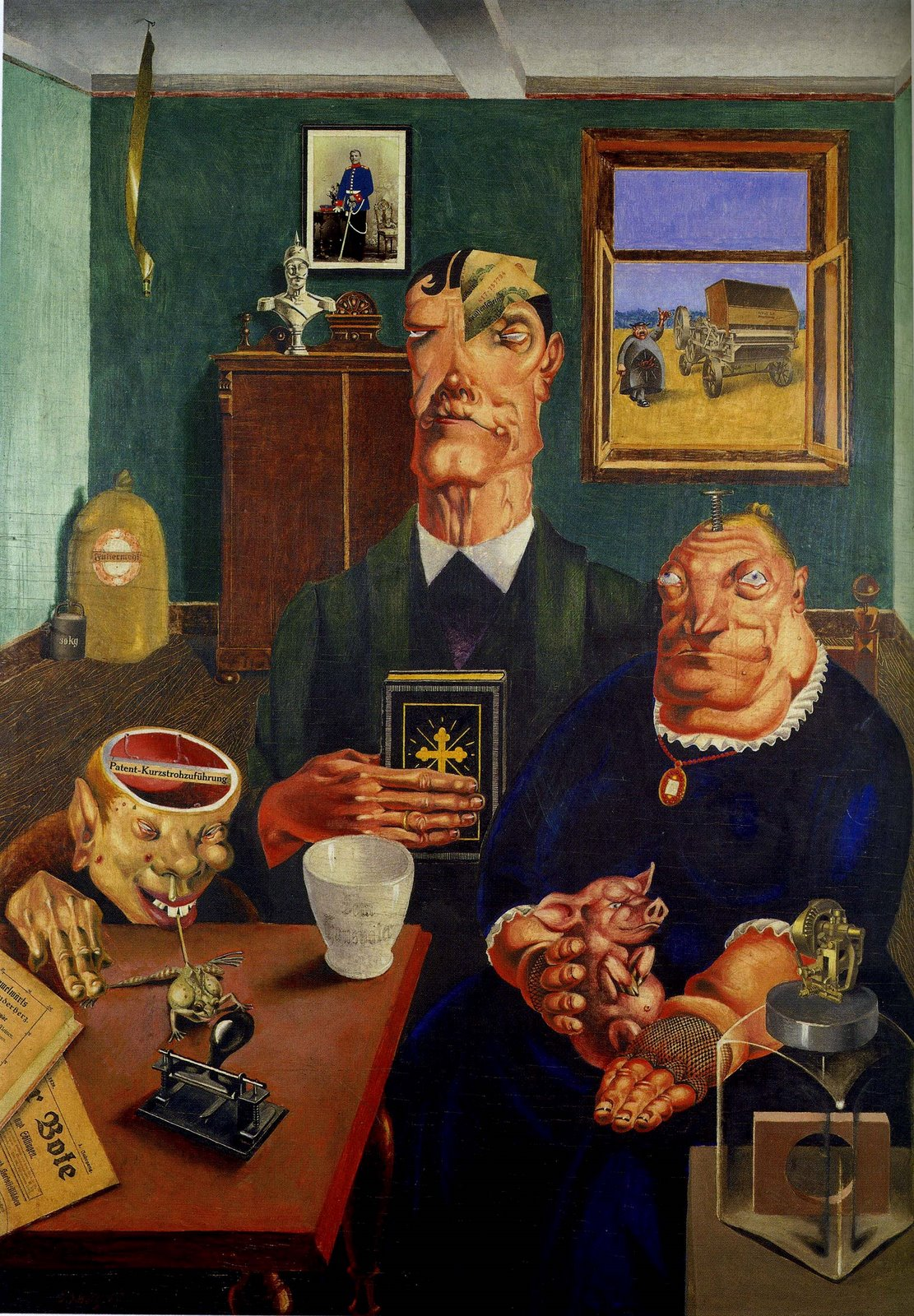
Paysans de l'industrie (tableau de Georg Scholz).

La plupart des visiteurs furent excédés par ce qu’ils avaient vu, comme en témoigne cette lettre ouverte d'un lecteur du Deutsche Tageszeitung : 
« […] On a systématiquement cherché à offenser violemment le sentiment allemand, le cœur allemand et l'âme allemande. » L'écrivain et journaliste Kurt Tucholsky considérait Dada comme « une crise de fou rire » : « De neuf heures à dix-neuf heures, c'est une plaisanterie ininterrompue, on baigne dans la satire. Un Dadaïsme pour trois Mark et trente Pfennig l'entrée. » Tucholsky en exceptait toutefois Grosz : « Il y en a un qui mérite qu'on fasse la visite, c'est George Grosz, un gars entier et pince-sans-rire jusqu'au bout […] Sa nappe Gott mit uns devrait se trouver sur la table à manger de tous les foyers bourgeois – ses tronches de commandants et de sergents sont d'une authenticité infernale. Il est à lui seul Sturm und Drang, agitation, simulacre et - comme il y en a peu : révolution. »
Gertrud Alexander avait déjà attaqué les communistes Grosz et Heartfield pour leur pamphlet « La Haine de l'Art » (Der Kunstlump) paru dans Die Rote Fahne ; elle accentua encore ses reproches dans sa rubrique du 25 juillet 1920, en mettant en garde les travailleurs ayant fréquenté l’exposition contre les perversités de ce genre, et refusait aux Dadaïstes le droit de s'intituler communistes.
Adolf Behne, sympathisant du mouvement, appréciait la manifestation : « Dada nous montre le monde de 1920. Beaucoup diront : l'année 1920 n'est pas si exécrable. C'est pourtant ainsi: l'Homme est une machine, la Culture est en lambeaux, le tableau des plus sombres, l'esprit à la brutalité sur fond de bêtise et l'Armée règne en maître. »
Les acteurs de l’événement tirèrent eux-mêmes leurs propres conclusions et se firent les historiens de leur mouvement. Avant la fin de l'année, Huelsenbeck ne publia pas moins de quatre articles : Dada siegt. Eine Bilanz des Dadaismus; Deutschland muß untergehen. Erinnerungen eines alten dadaistischen Revolutionärs; En avant Dada. Eine Geschichte des Dadaismus et enfin l’Almanach Dada dont l'introduction annonce lucidement : « […] Dada ne meurt pas du Dada. Son rire a de l'avenir. »
Le 21 avril 1921, le Berliner Tageblatt titrait : 
et plus bas : « Un témoin, le capitaine Mathäi, qui a visité l'exposition, a pu se convaincre que cette manifestation constitue une attaque systématique contre les officiers et le personnel de l'Armée. » Le ministère de la Défense avait intenté un procès pour préjudice envers l'Armée, avançant notamment comme pièces à conviction la nappe Gott mit uns de Grosz' et l’uniforme de soldat coiffé d'une tête de cochon, fabriqué par Schlichter et Heartfield,. On reprochait en outre à Grosz et Heartfield d'avoir affublé le derrière d'un mannequin de femme d'une Croix de fer. Le tribunal condamna Grosz à verser une amende de 300 Reichsmarks et son éditeur Wieland Herzfelde, propriétaire des éditions Malik, à une amende de 600 Reichsmarks.
Kurt Tucholsky se déclara déçu par le comportement des accusés qui n'entreprirent, à l'exception de Herzfelde, aucune action Dada lors du procès. Il écrivit à ce sujet : « Pour le reste l'entreprise tourne au putsch de Kapp : il manque un chef. Aucun de ces jeunes gens ne reconnaissait la responsabilité d'avoir jeté une pierre contre le carreau de fenêtre. [...] En ce qui concerne Grosz, j'ignore s'il faut attribuer la mollesse de sa défense à une extinction de voix. Il n'a pas dit un mot, un seul, qui aurait été à la mesure de ses publications. »
« En gros, la Défense s’est efforcée de mettre au compte de Grosz les plaisanteries les plus fines et les plus sarcastiques de Ernst. Fritz Grünspach, qui a défendu à la fois les dessinateurs et leurs dessins, s'est montré suffisamment habile pour ne pas attaquer de plein fouet l’esprit impérial, insistant plutôt sur ses excès. Son plaidoyer a sauvé la tête de Grosz tout en l’anéantissant, lui et ses amis. C’est à cela que ressemble votre défense ? Vous ne l’aviez pas imaginée ainsi? »
Raoul Hausmann, dans son essai Am Anfang war Dada (1972), exprimait lui aussi sa déception et notait à propos du Pop Art et du Neo-Dada: « On montrait toutes les possibilités d'astuce avec les matériaux, la fabrication, l'invention, que le Neo-DADA ou le Pop'Art n'ont pas même encore exploitées - mais le public n'a pas suivi, plus personne ne voulait voir DADA […] DADA était mort, sans même une épitaphe. Tout simplement mort. Les Dadaïstes se sont retrouvés plongés dans le quotidien,. »

## La fin du mouvement Dada de Berlin
La première internationale dadaïste de Berlin a marqué à la fois l'apogée et la fin du mouvement Dada de Berlin. Le projet de transporter une partie de l'exposition à New York pour la présenter sous le programme „Société Anonyme“ n'a pas abouti, malgré l'annonce qui en était faite à la fin du catalogue. Katherine Dreier, qui s'était proposé d'organiser cette manifestation, avait fait chercher en juillet 1920 les œuvres exposées pour les États-Unis, mais elles ne furent jamais expédiées. Une autre explication de la fin prématurée du Dada berlinois tient au vandalisme et au chaos politique de l'Allemagne d'après 1919.

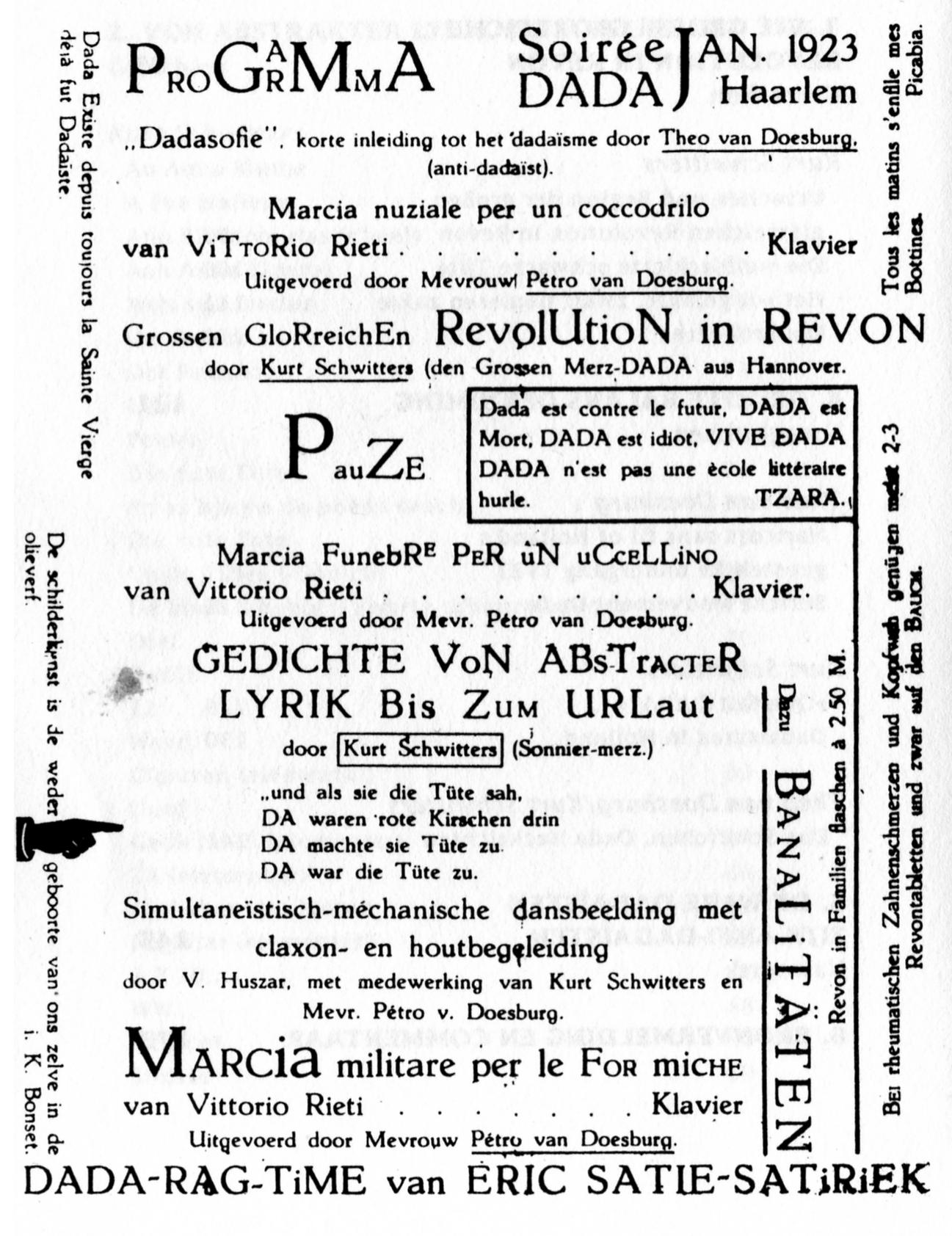
Programme de l’exposition de Haarlem avec Kurt Schwitters, Theo van Doesburg et la participation musicale d'Erik Satie (1923).

Il n'y eut pas de programme d'avenir parmi les exposants : les uns sympathisèrent avec la Ligue spartakiste, le bolchevisme et le communisme, tandis que George Grosz, quoiqu'il fût membre du KPD avec les frères Herzfeld (Wieland Herzfelde et John Heartfield) s'entichait de collaboration avec les Américains. Il en résulta une forme d’anarchisme, d'autant que le Dada berlinois était extrêmement politisé alors que le mouvement Dada New-Yorkais poursuivait avant tout des objectifs artistiques. Un mot d'ordre de l'exposition annonçait par exemple : « Dada combat aux côtés du prolétariat révolutionnaire » ; Herzfelde devait bien plus tard écrire à ce sujet, dans sa rétrospective John Heartfield. Leben und Werk, que le prolétariat berlinois n'avait porté aucune attention à cette prise de position, et ne souhaitait d'ailleurs certainement pas de tels compagnons de route, car à cette époque, les Dadaïstes berlinois menaient la vie de Bohème et s'abstenaient du combat politique. Huelsenbeck se souvenait ainsi d'une nuit où, en compagnie de Jung et des frères Herzfeld, il avait bu jusqu'au petit matin dans une taverne non loin du Zoo de Berlin, et où, sous l'effet conjugué de l'alcool et de la cocaïne, le ton étant monté, ils durent terminer leur chahut dans l'atelier de Wieland Herzfeld.
Dès 1922, les Dadaïstes étrangers prenaient des chemins différents. Dada s'est dissout dans un nouveau mouvement artistique : le Surréalisme ; mais aucun des Dadaïstes berlinois n'y prit part. Le cofondateur du mouvement De-Stijl, Theo van Doesburg, organisa en janvier 1923 encore une « campagne Dada » aux Pays-Bas, qui cette fois n'effaroucha plus le public, et connut une conclusion plus heureuse.

## Portée pour l'art contemporain

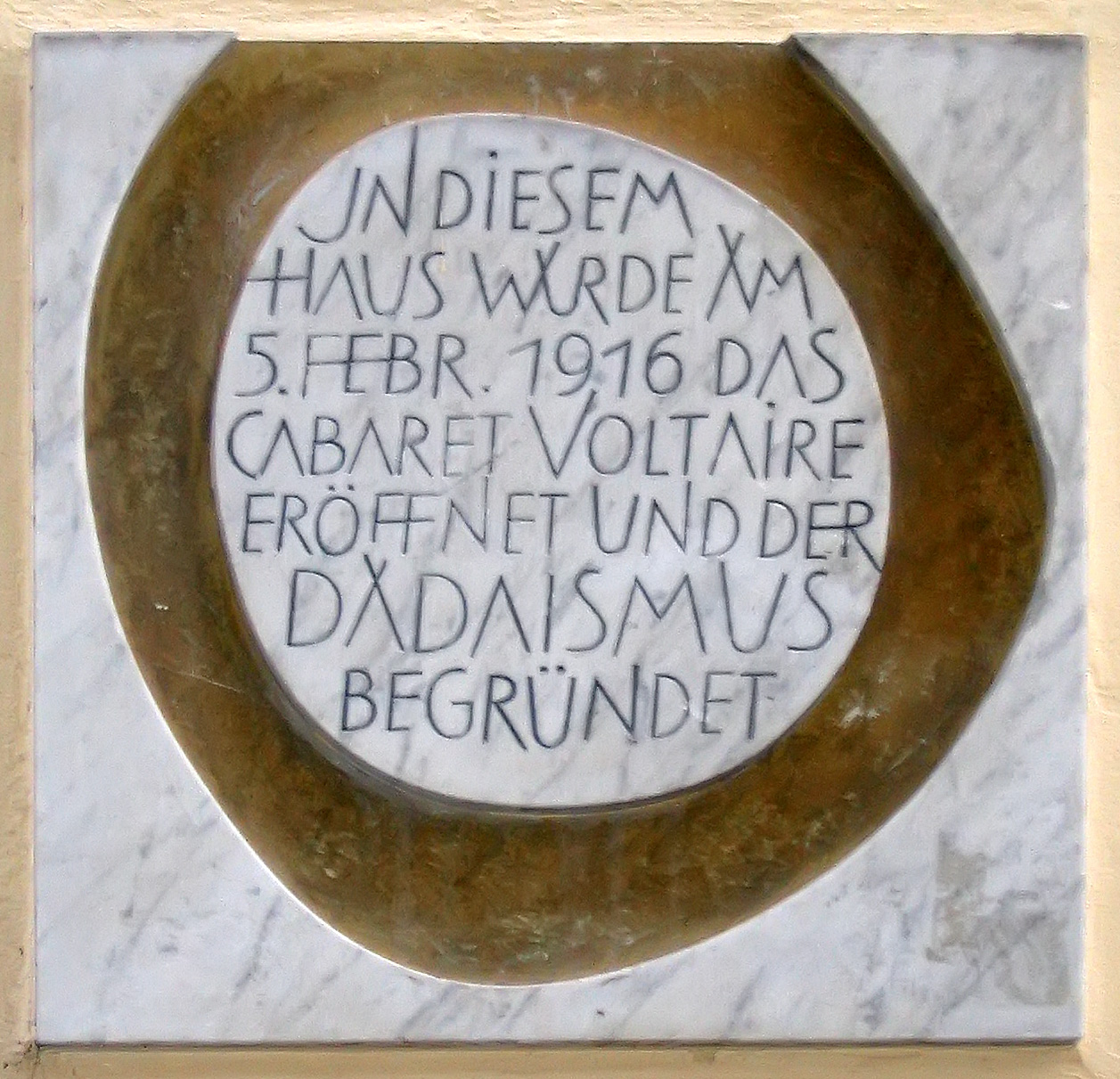
Plaque au n°1 de la Spiegelgasse (Zürich).

En apposant le  5 février 1966 une plaque commémorative sur la façade du n°1 de la Spiegelgasse, le président du Conseil de Zürich Emil Landolt rendait le premier hommage public et officiel au Dadaïsme, 50 ans après sa fondation, qui fut aussi sa fin car Dada se concevait comme un rejet radical de la société et de son art.
La place de cette exposition dans l'histoire de l'art a été reconnue entre autres par la Berlinische Galerie dans le pavillon Gropius, avec l'exposition Stationen der Moderne. Die bedeutendsten Kunstausstellungen des 20. Jahrhunderts in Deutschland, organisée en 1988-89 à Berlin. À cette occasion, on a reconstitué 20 expositions des années 1910 à 1930, notamment Die Brücke, Le Cavalier bleu et la foire Dadaïste de Berlin. Le catalogue de cette exposition de 1988 montre les salles et les artefacts du dadaïsme. Durant l'hiver 2005-2006, le Centre Pompidou a reconstitué, à l'occasion d'une des plus grandes expositions dadaïstes depuis 1945, la salle d'exposition originale de Zürich, avec l’Archange prussien en couverture.